# Emma Urzúa
Emma Angélica Urzúa Beltrán (Ensenada, 9 gennaio 1971) è un'ex cestista messicana.

## Carriera
Con il Messico ha disputato i Campionati americani del 1989.